# 철써기
철써기는 여치과에 속하는 곤충이다. 몸길이는 날개 끝까지 50-58mm로, 몸 색깔이 갈색형과 녹색형이 있으며, 더듬이는 연한 갈색이다. 앞가슴등판의 옆구리에 검은 반점이 있다. 수컷은 날개는 둥글며 커다란 울음판이 있고 암컷은 길쭉하며 뒷다리 넓적마디 무릎까지 날개가 도달한다. 

## 분포
제주도를 제외하고 전국에 분포하지만 흔한 종은 아니다. 8월부터 성충을 볼 수 있으며, 주로 숲 속 풀밭에서 서식하며 관목이나 키가 큰 풀숲에서 산다. 초식성으로, 풀을 먹는다. 야행성으로 늦여름 밤에 시끄럽게 운다. 한국, 일본, 중국에 분포한다.